# Jessie de Colo
 Jessie de Colo, née le 26 avril 1990 à Sainte-Catherine-lès-Arras (Pas-de-Calais), est une joueuse de basket-ball française évoluant au poste d’arrière.

## Biographie
Elle est la sœur cadette de l’international Nando de Colo, et la compagne du joueur de handball brésilien de l'USDK, Haniel Langaro.
Sa saison 2010-2011 est difficile puisqu'avec Toulouse, sa marque moyenne n'est que 2,7 points par rencontre avec une adresse de 25,9 % à deux points et 14,3 % à 3 points. En Ligue 2 l'année suivante, elle obtient des résultats similaires.
En novembre 2013, à la suite du dépôt de bilan de Saint-Étienne où elle avait signé, elle rejoint La Tronche-Meylan en Nationale 1.
Durant l'été 2015, elle signe au Thouars basket 79 en Nationale 1.
En juillet 2016, elle rejoint Saint-Chamond en Nationale 2.
Pour l'année 2017-2018, elle retrouve le club de Dunkerque, relégué en Nationale 1.

## Clubs
- ?-2007 : US Valenciennes
- 2007-2008 : Dunkerque-Malo grand littoral basket club
- 2008-2010 : Limoges ABC
- 2010-2012 : Toulouse Métropole Basket
- 2012-2013 : BC Chenôve
- 2013-2015 : La Tronche-Meylan
- 2015-2016 : Thouars Basket 79
- 2016-2017 : Saint-Chamond BVG 42
- 2017- : Dunkerque-Malo grand littoral basket club

## Palmarès
- Médaille d'or Championnat d'Europe de basket-ball féminin des 20 ans et moins 2009